# Mauricio Mesones
Daniel Mauricio Mesones Lapouble (San Martín de Porres, Lima; 1 de octubre de 1980) es un cantante y músico peruano de cumbia, exmiembro de la banda musical Bareto.

## Primeros años
Nacido en el distrito de San Martín de Porres, Ciudad de Lima, el 1 de octubre de 1980. Vivió sus primeros años en Cercado de Lima junto a sus padres y hermanos. 
Estudió la primaria y secundaria en el Colegio Mixto San Antonio de Padua, para luego, estudiar la carrera de administración hotelera en el Centro de Formación en Turismo. No llegó a concluir la carrera debido a su enfoque en la música, la cual desarrolla desde la adolescencia.

## Carrera musical

### 1997-2006: Inicios
Mientras estaba en el colegio, Mesones fue parte de la banda de su centro educativo teniendo pocas actuaciones, además de recibir clases para tocar instrumentos musicales, especialmente la guitarra y la zampoña. 
Posteriormente, participó en un concurso local en el Colegio Santa Úrsula junto a otras asociaciones y quedar finalista en el festival Rock in Bembos. Además formó parte de la banda musical de la Universidad Nacional de Ingeniería (UNI). 
Debido a su desempeño, fue propuesto para postular al Conservatorio Nacional de Música, a la cual ingresó, para tiempo después retirarse ya que su enfoque era hacia la música tropical. 
En paralelo con sus estudios universitarios, Mesones estudió canto en la escuela Cantus en el rol de cantante freelance, interpretando desde música clásica a cumbia peruana.

### 2007-2019: Etapa con Bareto
En 2007, Mesones salta a la fama al incorporarse a la agrupación musical de cumbia peruana Bareto, gracias a la propuesta de un amigo cercano. Debutó oficialmente como el vocalista principal en una presentación musical en el distrito de San Bartolo, convirtiéndose tiempo después en la figura principal del grupo. 
Como parte de Bareto, Mesones interpretó las nuevas versiones de los temas «No juegues con el diablo» (que formó parte de la banda sonora de la miniserie peruana Los exitosos Gómes del canal Frecuencia Latina) y «Cariñito» (originalmente interpretado por la banda musical Los Hijos del Sol). 
En 2011, colaboró con la asociación cultural Patacláun para lanzar el tema musical de la serie cómica que estaba estrenándose con el nombre de «La santa sazón».
En 2017 recibió una colaboración con la también cantante Nicole Pillman para el tema musical Sigo adelante, además de participar recurrentemente en la película-documental Herencia, donde Pillman es la protagonista. 
Junto a su grupo, fue parte de giras nacionales e internacionales y recibió la nominación a los Premios Grammy Latinos en los años 2012 y 2016. También, participó en el festival LAMC, que se realizó en la ciudad de Nueva York. 
Finalmente tras 12 años, Mesones se retiró del grupo en el 2019 para emprender su carrera como solista.

### Desde 2019: Etapa como solista
Tras su retiro de Bareto, Mesones se dedica por un tiempo a la docencia en la Escuela de Música de la Universidad Peruana de Ciencias Aplicadas (UPC), rol en el cual se desempeña hasta la actualidad. 
Además en 2019, colaboró con el músico y compositor Juan Carlos Fernández para lanzar el tema musical «Chapa tu combi» de la serie homónima que se estrenó en la televisora América Televisión. 
En 2021, lanzó su primer álbum Viaje tropical, donde comprende nuevos sencillos como «Ya me curé» y «Cuando callas». Además tuvo una presentación especial en el Gran Teatro Nacional del Perú, incluyendo su álbum recopilatorio bajo el nombre de  Mauricio Mesones y el viaje tropical.
Participó junto a Josimar, DJ Towa y DJ Peligro en el evento Tarde blanquiazul en enero de 2023, organizado por el club de fútbol peruano Alianza Lima, del cual es hincha confeso.

### 2023: Participación en televisión nacional
Luego de destacar con sus últimas producciones, Mauricio es convocado para formar parte de la sexta temporada de La voz Perú como entrenador. En este nuevo hito de su carrera artística compartió sillas con otros cantantes como Eva Ayllón, Maricarmen Marín y Raúl Romero.  El sábado 18 de marzo de 2023, Mesones se convierte en el ganador del concurso junto a Luis Manuel, entonces vocalista de la agrupación musical Grupo 5, representando la cumbia peruana en el programa.
En ese mismo año, concursó en el programa culinario peruano El gran chef famosos ocupando en el tercer puesto y obtuvo una gran aceptación por el público en su participación.

## Discografía

### Discografía como solista
- 2021: El viaje tropical[8]
- 2022: Mauricio Mesones y el viaje tropical en el Gran Teatro Nacional[9]
- 2023: Viaje Tropical 2[15]
- 2024: Cumbia Sinfónica

#### Sencillos como solista
- «Sigo adelante» (con Nicole Pillman) (2017)
- «Chapa tu combi» (Tema para la serie homónima) (2019)
- «Cucuchá» (con La Picante Orquesta) (2019)
- «Pagarás» (2020)
- «No me cruces esa línea» (Tema para la película Rómulo y Julieta) (2020)
- «Noche de patas» (Tema para el programa homónimo) (2020)
- «Siempre pierdo en el amor» (2020)
- «La distancia» (2020)
- «Ven mi amor» (2020)
- «Basta ya, mi amor» (2020)
- «Cariñito» (2020)
- «Te sigo» (2020)
- «Regresa» (2020)
- «Primera piedra» (con Desire Mandrile) (2020)
- «Un suspiro» (con Julie Freundt) (2020)
- «Lejos» (2021)
- «La cumbia del amor» (2021)
- «Cuando callas» (2021)
- «Muchachita celosa» (con Karibe Orquesta) (2021)
- «Pateando latas» (con Barrio Calavera y Olaya Sound System) (2022)[16]
- «Tú angelito» (Tema para la telenovela Luz de luna) (2022)
- «Dígame usted» (con Kalé la Evolución) (2022)[17][18]

### Discografía con Bareto
- 2008: Cumbia
- 2009: Sodoma y Gamarra
- 2012: Ves lo que quieres ver
- 2013: 10 años
- 2015: Impredecible

#### Sencillos con Bareto
- «No juegues con el diablo» (2010)
- «El punto indicado» (2011)
- «La santa sazón» (2011)
- «Camaleón» (2012)
- «Por ella, la botella» (2013)
- «La pantalla» (2015)
- «Una brasileira» (2015)
- «Quiero amanecer» (2016)
- «Ven mi amor» (2017)